# Справжнє кохання (серіал, 2003)
«Справжнє кохання» (ісп. Amor real) — мексиканський телесеріал 2003 року у жанрі драми, мелодрами, який створила компанія Televisa. В головних ролях — Адела Нор'єга, Фернандо Колунга, Маурісіо Іслас, Елена Рохо. Перша серія вийшла в ефір 9 червня 2003 року. Серіал має 1 сезон. Завершився 95-м епізодом, який вийшов у ефір 17 жовтня 2003 року. Продюсер серіалу — Карла Естрада. Серіал є адаптацією мексиканського серіалу «Весілля ненависті», 1983 року.

## Сюжет
Багата та красива Матильда закохується в Адольфо, але її мати Августа не схвалює ці стосунки, коли дізнається, що Адольфо бідний. Августа змушує свою доньку вийти заміж за багатого і красивого Мануеля Фуентеса Гуерра, але Матильда грає з вогнем, продовжуючи стосунки з Адольфо.

## Актори та ролі
| Актор                   | Роль                                                           |
| ----------------------- | -------------------------------------------------------------- |
| Адела Нор'єга           | Матильда Пеньяльвер                                            |
| Фернандо Колунга        | Мануель Фуентес-Герра Аранда                                   |
| Маурісіо Іслас          | Адольфо Соліс Гальярдо / Феліпе Сантамарія                     |
| Ернесто Лагуардія       | Умберто Пеньяльвер                                             |
| Шанталь Андере          | Антонія Моралес Кортес                                         |
| Ана Мартін              | Росаріо Аранда                                                 |
| Елена Рохо              | Августа Куріель вдова Пенальвера Берістайна                    |
| Маріана Леві            | Жозефіна де Ікаса Пеньяльвер Берістайн                         |
| Маурісіо Еррера         | Отець Урбано де лас Касас                                      |
| Ана Берта Еспін         | Пруденсія Куріель вдова де Алонсо                              |
| Маріо Іван Мартінес     | Ренато Піке                                                    |
| Летисія Кальдерон       | Ханна де ла Коркуера                                           |
| Рафаель Рохас           | Амадео Корона                                                  |
| Карлос Камара           | Рамон Маркес                                                   |
| Беатріс Шерідан         | Даміана Гарсія                                                 |
| Майя Мішальська         | Маріанна Берньє де ла Рокетт / Марі де ла Рокетт Фуентес-Герра |
| Кіка Едгар              | Каталіна Ередіа Куріель де Соліс                               |
| Інгрід Мартц            | Пілар Піке де Маркес                                           |
| Гектор Саес             | Сільвано Арзола                                                |
| Гаррі Гайтнер           | Ів Сантібаньєс де ла Рокетт                                    |
| Оскар Бонфільо          | Сіксто Вальдес                                                 |
| Адальберто Парра        | Дельфіно Перес                                                 |
| Йоланда Меріда          | Хуана Домінгес вдова Палфокс                                   |
| Рікардо Блуме           | Генерал Іларіо Пенальверт Берістайн                            |
| Алехандро Феліпе        | Мануель Іларіо Фуентес-Герра Пеньяльвер Берістайн              |
| Пауліна де Лабра        | Ігнасія                                                        |
| Мануель «Флако» Ібаньєс | Реміхіо Кінтеро                                                |
| Пако Ібаньєс            | Грегоріо Ередіа Карраско                                       |
| Хуліо Алеман            | Хоакін Фуентес-Герра                                           |
| Ракель Морелль          | Марія Клара Куріель де Ередіа                                  |
| Гастон Тусет            | Гервасіо Моралес                                               |
| Таня Васкес             | Аделаїда Сандовал                                              |
| Хорхе Варгас            | Генерал Пріско Домінгес Каньеро                                |
| Алісія дель Лаго        | Гігінія                                                        |
| Хосе Антоніо Ферраль    | Абелардо Бенітес                                               |
| Маріо дель Ріо          | Лоренцо Рохас                                                  |
| Карлос Амадор           | Орландо Кордеро                                                |
| Бенхамін Пінеда         | Канали                                                         |
| Лорена Альварес         | Бернарда Агірре                                                |
| Тоньо Інфанте           | Беніньо Вілла                                                  |
| Карлос Камара мол.      | Ауреліано Перес де Техада                                      |
| Маті Уітрон             | Головна черниця                                                |
| Патрісія Мартінес       | Камелія де Корона                                              |
| Фатіма Торре            | Марія Фернанда Ередіа Куріель                                  |
| Марія Сорте             | Розаура                                                        |
| Френсіс Ондів'єла       | Сестра Марі де ла Рокетт Фуентес-Герра                         |
| Марко Муньос            | Капітан Гомес                                                  |
| Адаль Рамонес           | Власник цирку                                                  |
| Олівія Басіо            | Співачка в театрі                                              |
| Жаклін Вольтер          | Сестра Люсія                                                   |
| Луїс Кутюр'є            | Губернатор                                                     |
| Артуро Лорка            | Ефрайн Гонсалес                                                |
| Лілі Брільянті          | Асунсйон                                                       |
| Хільберто де Анда       | Нотаріус Зулуага                                               |
| Рене Касадос            |                                                                |

## Сезони
| Сезон | Епізоди | Епізоди | Оригінальний показ | Оригінальний показ | Оригінальний показ |
| Сезон | Епізоди | Епізоди | Перший показ       | Останній показ     | Мережа             |
| ----- | ------- | ------- | ------------------ | ------------------ | ------------------ |
| 1     | 95      | 95      | 9 червня 2003      | 17 жовтня 2003     | Las Estrellas      |

## Аудиторія
| Країна трансляції | Сезон | Розклад       | Серії | Перший ефір    | Перший ефір | Останній ефір   | Останній ефір | Середній бал |
| Країна трансляції | Сезон | Розклад       | Серії | Дата           | Дата        | Дата            | Дата          | Середній бал |
| ----------------- | ----- | ------------- | ----- | -------------- | ----------- | --------------- | ------------- | ------------ |
| Мексика           | 1     | 21:15 — 22:15 | 95    | 9 червня 2003  | 26,5        | 17 жовтня 2003  | 43,1          | 29,4         |
| Бразилія          | 1     | 13:45 — 14:45 | 96    | 5 січня 2004   | 4           | 17 травня 2004  | 9             | 7,73         |
| США               | 1     | 21:00 — 22:00 | 95    | 25 жовтня 2004 | 21,8        | 17 березня 2005 | 30,9          | 25,96        |

## Версії
| Рік  | Країна  | Українська назва           | Оригінальна назва      | Кількість | Кількість | В головних ролях                                                    | Компанія | Канал         |
| Рік  | Країна  | Українська назва           | Оригінальна назва      | сезонів   | серій     | В головних ролях                                                    | Компанія | Канал         |
| ---- | ------- | -------------------------- | ---------------------- | --------- | --------- | ------------------------------------------------------------------- | -------- | ------------- |
| 1983 | Мексика | Весілля ненависті          | Bodas de odio          | 1         | 150       | Франк Моро, Крістіан Бах, Мігель Палмер, Магда Гусман               | Televisa | Las Estrellas |
| 2013 | Мексика | Те, що життя в мене вкрало | Lo que la vida me robó | 1         | 197       | Даніела Кастро, Анжеліка Боєр, Себастьян Рульї, Луїс Роберто Гусман | Televisa | Las Estrellas |

## Нагороди та номінації
| Рік      | Премія                                                    | Категорія                                        | Номінант                                                    | Результат |
| -------- | --------------------------------------------------------- | ------------------------------------------------ | ----------------------------------------------------------- | --------- |
| 2005 рік | Plaza de las Estrellas                                    | Золотий світильник                               | Справжнє кохання                                            | Перемога  |
| 2005 рік | Plaza de las Estrellas                                    | Золотий світильник                               | Карла Естрада                                               | Перемога  |
| 2005 рік | Festival Internacional de Cine Las Garzas                 | Спеціальна нагорода                              | Справжнє кохання                                            | Перемога  |
| 2004 рік | Premios TVyNovelas (México)                               | Найкращий серіал                                 | Карла Естрада                                               | Перемога  |
| 2004 рік | Premios TVyNovelas (México)                               | Найкраща акторка                                 | Адела Нор'єга                                               | Перемога  |
| 2004 рік | Premios TVyNovelas (México)                               | Найкращий актор                                  | Фернандо Колунга                                            | Перемога  |
| 2004 рік | Premios TVyNovelas (México)                               | Найкраща акторка — злодійка                      | Шанталь Андере                                              | Номінація |
| 2004 рік | Premios TVyNovelas (México)                               | Найкраща перша акторка                           | Ана Мартін                                                  | Перемога  |
| 2004 рік | Premios TVyNovelas (México)                               | Найкращий перший актор                           | Карлос Камара                                               | Перемога  |
| 2004 рік | Premios TVyNovelas (México)                               | Найкраща акторка другого плану                   | Ана Берта Еспін                                             | Перемога  |
| 2004 рік | Premios TVyNovelas (México)                               | Найкращий актор другого плану                    | Ернесто Лагуардія                                           | Перемога  |
| 2004 рік | Premios TVyNovelas (México)                               | Найкраща історія або екранізація                 | Марія Зараттіні                                             | Перемога  |
| 2004 рік | Premios TVyNovelas (México)                               | Кращий режисер                                   | Моніка Мігель, Ерік Моралес                                 | Номінація |
| 2004 рік | Premios TVyNovelas (México)                               | Найкраща тематична пісня                         | «Amor Real», Sin Bandera                                    | Номінація |
| 2004 рік | Premios TVyNovelas (México)                               | Найкращий композитор                             | Хорхе Авенданьо                                             | Перемога  |
| 2004 рік | Premios ACE (Nueva York)                                  | Найкращий серіал                                 | Карла Естрада                                               | Перемога  |
| 2004 рік | Premios ACE (Nueva York)                                  | Кращий режисер                                   | Моніка Мігель                                               | Перемога  |
| 2004 рік | Premios ACE (Nueva York)                                  | Найкраща акторка                                 | Адела Нор'єга                                               | Перемога  |
| 2004 рік | Premios ACE (Nueva York)                                  | Найкращий актор                                  | Фернандо Колунга                                            | Перемога  |
| 2004 рік | Premios ACE (Nueva York)                                  | Найкраще чоловіче співвиконання                  | Ернесто Лагуардія                                           | Перемога  |
| 2004 рік | Premios ACE (Nueva York)                                  | Найвидатніша акторка                             | Ана Мартін                                                  | Перемога  |
| 2004 рік | Premio Arlequin                                           | Найкращий продюсер                               | Карла Естрада                                               | Перемога  |
| 2004 рік | 100 Mexicanos dijeron                                     | VIP нагорода                                     | Справжнє кохання                                            | Перемога  |
| 2004 рік | Círculo Nacional de Periodistas en México (Palmas de Oro) | Найкращий серіал                                 | Справжнє кохання                                            | Перемога  |
| 2004 рік | Laurel de Oro (España)                                    | Найкращий серіал                                 | Карла Естрада                                               | Перемога  |
| 2004 рік | Laurel de Oro (España)                                    | Найкраща акторка                                 | Адела Нор'єга                                               | Перемога  |
| 2004 рік | Laurel de Oro (España)                                    | Найкращий актор                                  | Фернандо Колунга                                            | Перемога  |
| 2004 рік | Laurel de Oro (España)                                    | Найкраща акторка другого плану                   | Ана Мартін                                                  | Перемога  |
| 2004 рік | Laurel de Oro (España)                                    | Найкращий актор другого плану                    | Маріо Іван Мартінес                                         | Перемога  |
| 2004 рік | Laurel de Oro (España)                                    | Нагорода за творчу діяльність                    | Елена Рохо                                                  | Перемога  |
| 2004 рік | Laurel de Oro (España)                                    | Нагорода за творчу діяльність                    | Маурісіо Еррера                                             | Перемога  |
| 2004 рік | Premio Principios                                         | Спеціальна нагорода                              | Справжнє кохання                                            | Перемога  |
| 2004 рік | Premios Bravo                                             | Найкращий серіал                                 | Карла Естрада                                               | Перемога  |
| 2004 рік | Universidad Autónoma Metropolitana                        | Спеціальна нагорода                              | Справжнє кохання                                            | Перемога  |
| 2004 рік | Premios INTE 2004                                         | Найкраща теленовела року                         | Карла Естрада                                               | Номінація |
| 2003 рік | Califa de Oro                                             | Найкращий продюсер                               | Карла Естрада                                               | Перемога  |
| 2003 рік | Califa de Oro                                             | Найкращий актор                                  | Фернандо Колунга                                            | Перемога  |
| 2003 рік | Califa de Oro                                             | Найкращий актор                                  | Рафаель Рохас                                               | Перемога  |
| 2003 рік | Califa de Oro                                             | Найкращий актор                                  | Маріо Іван Мартінес                                         | Перемога  |
| 2003 рік | Califa de Oro                                             | Найкращий актор                                  | Маурісіо Іслас                                              | Перемога  |
| 2003 рік | Califa de Oro                                             | Найкращий актор                                  | Ернесто Лагуардія                                           | Перемога  |
| 2003 рік | Califa de Oro                                             | Найкраща акторка                                 | Шанталь Андере                                              | Перемога  |
| 2003 рік | Califa de Oro                                             | Найкраща акторка                                 | Беатріс Шерідан                                             | Перемога  |
| 2003 рік | Califa de Oro                                             | Найкраща акторка                                 | Адела Нор'єга                                               | Перемога  |
| 2003 рік | Califa de Oro                                             | Найкраща акторка                                 | Ана Мартін                                                  | Перемога  |
| 2003 рік | Califa de Oro                                             | Найкраща акторка                                 | Ана Берта Еспін                                             | Перемога  |
| 2003 рік | Califa de Oro                                             | Найкраща акторка                                 | Маріана Леві                                                | Перемога  |
| 2003 рік | Califa de Oro                                             | Видатна кар'єра                                  | Марія Зараттіні                                             | Перемога  |
| 2003 рік | Califa de Oro                                             | Кращий режисер                                   | Алехандро Фрутос                                            | Перемога  |
| 2003 рік | Califa de Oro                                             | Кращий режисер                                   | Моніка Мігель                                               | Перемога  |
| 2003 рік | Círculo Nacional de Periodistas en México (Sol de Oro)    | Найкращий продюсер                               | Карла Естрада                                               | Перемога  |
| 2003 рік | Círculo Nacional de Periodistas en México (Sol de Oro)    | Кращий режисер                                   | Моніка Мігель                                               | Перемога  |
| 2003 рік | Círculo Nacional de Periodistas en México (Sol de Oro)    | Найкраща адаптація                               | Марія Зараттіні                                             | Перемога  |
| 2003 рік | Círculo Nacional de Periodistas en México (Sol de Oro)    | Найкраща акторка                                 | Адела Нор'єга                                               | Перемога  |
| 2003 рік | Círculo Nacional de Periodistas en México (Sol de Oro)    | Найкращий актор                                  | Фернандо Колунга                                            | Перемога  |
| 2003 рік | Círculo Nacional de Periodistas en México (Sol de Oro)    | Найкраща акторка-партнерка                       | Елена Рохо                                                  | Перемога  |
| 2003 рік | Círculo Nacional de Periodistas en México (Sol de Oro)    | Найкращий актор-партнер                          | Маурісіо Іслас                                              | Перемога  |
| 2003 рік | Círculo Nacional de Periodistas en México (Sol de Oro)    | Найкраща акторка — злодійка                      | Шанталь Андере                                              | Перемога  |
| 2003 рік | Círculo Nacional de Periodistas en México (Sol de Oro)    | Найкраща акторка другого плану                   | Ана Берта Еспін                                             | Перемога  |
| 2003 рік | Círculo Nacional de Periodistas en México (Sol de Oro)    | Найкращий актор другого плану                    | Маріо Іван Мартінес                                         | Перемога  |
| 2003 рік | Círculo Nacional de Periodistas en México (Sol de Oro)    | Спеціальна премія за чоловічу роль другого плану | Рафаель Рохас                                               | Перемога  |
| 2003 рік | Círculo Nacional de Periodistas en México (Sol de Oro)    | Кращий перший актор                              | Рікардо Блуме                                               | Перемога  |
| 2003 рік | Círculo Nacional de Periodistas en México (Sol de Oro)    | Кращий перший актор головної ролі                | Маурісіо Еррера                                             | Перемога  |
| 2003 рік | Círculo Nacional de Periodistas en México (Sol de Oro)    | Данина кар'єрі провідної актриси                 | Маті Уітрон                                                 | Перемога  |
| 2003 рік | TV Adicto Golden Awards                                   | Найкращі декорації та реквізит                   | Карла Естрада                                               | Перемога  |
| 2003 рік | TV Adicto Golden Awards                                   | Найкращий костюм                                 | Карла Естрада                                               | Перемога  |
| 2003 рік | TV Adicto Golden Awards                                   | Найкраща адаптація                               | Марія Зараттіні                                             | Перемога  |
| 2003 рік | TV Adicto Golden Awards                                   | Найкраще поврененя                               | Ана Мартін                                                  | Перемога  |
| 2003 рік | TV Adicto Golden Awards                                   | Найкраща жіноча роль другого плану               | Маріана Леві                                                | Перемога  |
| 2003 рік | TV Adicto Golden Awards                                   | Найкраща акторка — злодійка                      | Елена Рохо Шанталь Андере, Беатріс Шерідан, Майя Мішальська | Перемога  |
| 2003 рік | TV Adicto Golden Awards                                   | Спеціальна нагорода за зрілу акторку             | Йоланда Меріда                                              | Перемога  |
| 2003 рік | TV Adicto Golden Awards                                   | Найкращий перший актор                           | Рікардо Блуме                                               | Перемога  |
| 2003 рік | TV Adicto Golden Awards                                   | Найкраща акторка                                 | Адела Нор'єга                                               | Перемога  |
| 2003 рік | TV Adicto Golden Awards                                   | Найкраща пара                                    | Адела Нор'єга, Фернандо Колунга                             | Перемога  |
| 2003 рік | TV Adicto Golden Awards                                   | Найкращі локації                                 | Карла Естрада                                               | Перемога  |
| 2003 рік | TV Adicto Golden Awards                                   | Кращий режисер                                   | Алехандро Фрутос                                            | Перемога  |
| 2003 рік | TV Adicto Golden Awards                                   | Кращий режисер                                   | Моніка Мігель                                               | Перемога  |
| 2003 рік | TV Adicto Golden Awards                                   | Найкращий продюсер                               | Карла Естрада                                               | Перемога  |
| 2003 рік | TV Adicto Golden Awards                                   | Найкращий серіал                                 | Карла Естрада                                               | Перемога  |
| 2003 рік | TV Adicto Golden Awards                                   | Спеціальна нагорода за найкращу теленовелу року  | Карла Естрада                                               | Перемога  |